# Marcia Wallace
Pour les articles homonymes, voir Wallace.
Marcia Joan Wallace, née le 1er novembre 1942 à Creston, dans l'Iowa, et morte le 25 octobre 2013 à Los Angeles, en Californie, est une actrice, doubleuse et humoriste américaine. Elle est surtout connue pour son rôle de Carol Kester dans la sitcom des années 1970 : The Bob Newhart Show, ainsi que pour être la voix d'Edna Krapabelle dans la version originale des Simpson pour laquelle elle a gagné le Creative Arts Emmy Awards dans la catégorie meilleur doublage en 1992.

## Biographie
Marcia Wallace a été atteinte en 1985 d'un cancer du sein, après lequel elle a décidé de devenir une militante sur le sujet. Le 27 janvier 2007, Marcia remporta le Gilda Radner Courage Award du Roswell Park Cancer Institute pour avoir montré l'importance aux étudiantes de détecter le cancer le plus tôt possible et pour avoir encouragé les autres à travers ses vingt ans de survie face au cancer.
Son autobiographie, Don't Look Back, We're Not Going That Way, publiée en 2004, raconte notamment sa détection du cancer du sein, la perte de son mari Dennis Hawley en 1992 d'un cancer du pancréas, son accident vasculaire cérébral et son expérience de mère monoparentale.

## Filmographie
- 1971 : Columbo : Le Livre témoin (Murder by the Book) (série télévisée) : Une femme
- 1971 : Columbo : Attente (Lady in Waiting) (série télévisée) : Une femme de l'enquête
- 1972 : The Bob Newhart Show : Carol Kester Bondurant
- 1978 : Embarquement immédiat (Flying High) (TV) : Connie Martin
- 1979 : The Castaways on Gilligan's Island (en) (TV) : Myra Elliott
- 1980 : Pray TV : Alice Kidd
- 1980 : Gridlock (TV) : Boom Boom Shavelson
- 1981 : Magnum : s1e18 Barbara Terranova
- 1984 : Finder of Lost Loves (en) (TV) : Daisy and Cary's Friend
- 1989 : Teen Witch : Ms. Molloy
- 1989 : Camp Candy (série télévisée) (voix)
- 1989 : Ma mère est un loup-garou (My Mom's a Werewolf) de Michael Fischa : Peggy
- De 1989 à 2013 : Les Simpson 176 épisodes :  la voix d'Edna Krapabelle (en version originale)
- 1991 : Ghoulies III: Ghoulies Go to College : Miss Boggs
- 1991 : The Bob Newhart Show 19th Anniversary Special (TV) : Carol Kester Bondurant
- 2001 : You Never Know
- 2004 : Triple Play (TV) : Serveuse
- 2004 : Forever for Now : Ellie
- 2007 : Les Simpson, le film : Edna Krapabelle
- 2007 : Le Grand Stan (Big Stan) : Alma
- 2008 : Tru Loved : Mlle Lewis
- 2009 : Les Feux de l'amour - 14 épisodes : Annie Wilkes